# 上青埔
上青埔，是臺灣桃園市新屋區的一個傳統地域名稱，位於該區東部。相較於今日行政區，其範圍大致為九斗里東北部。

## 歷史
台灣清治末期至日治初期，上青埔地區為一街庄，稱為「上青埔庄」，隸屬於竹北二堡。該庄西北與北勢庄為鄰，東北與苦練腳庄為鄰，東邊及南邊東段為犁頭洲庄，南邊西段及西南邊為九斗庄。
1901年（日治明治三十四年）11月，全台廢縣廳改設二十廳，該庄隸屬於桃仔園廳。1903年（明治三十六年），改名桃園廳。1909年（明治四十二年）10月，合併二十廳為十二廳，該庄隸屬不變。1920年（大正九年），廢十二廳改設五州二廳，該庄改制為「上青埔」大字，隸屬於新竹州中壢郡新屋庄。
戰後新屋庄改制為新屋鄉，隸屬於新竹縣，大字亦改制為村。1950年桃、竹、苗分治，新屋鄉改隸屬於桃園縣。2014年12月，桃園縣升格為直轄桃園市，新屋鄉改制為新屋區，村亦改制為里。

## 聚落
本地區主要的聚落為上青埔，發展甚早，在日治期初期的官方地圖上已有記載。

## 交通
省道台66線為於東西向快速道路系統「東西向快速公路－觀音大溪線」，大致以縱向轉西北—東南走向蜿蜒經過上青埔地區中部偏東地帶，再以縱經過最東端，並於市道114號交會處設有新屋交流道以供進出。由該道路向北轉西北可前往觀音大潭以連接省道台61線（西部濱海快速道路），向東南可前往平鎮、大溪南興接縣道112甲線以前往國道3號的大溪交流道。
市道114號（中山東路一段～二段）是新屋永安漁港至板橋的道路，大致以西北西—東南東走向轉西北—東南走向經過本地區北部，向西北西可前往新屋市區、下田心子、崁頭厝的永安漁港，向東南轉東可前往中壢、鶯歌、板橋等地。